# NGC 446
NGC 446 (другие обозначения — IC 89, IRAS01134+0401, UGC 818, ZWG 411.16, MCG 1-4-12, UM 90, MK 565, PGC 4578) — линзообразная галактика (SB0) в созвездии Рыбы. Открыта Альбертом Мартом в 1864 году, описывается Дрейером как «тусклый, очень маленький объект, похожий на звезду».
Изначально в каталоге были записаны другие координаты, на которых объекта не наблюдалось. Потом было обнаружено, что практически точно в одной минуте по прямому восхождению наблюдался этот объект, и было высказано предположение, что Март просто случайно написал не ту цифру. В пределах одного градуса объектов обнаружить он не мог, поэтому такой вариант наиболее вероятен.
Однако это всё равно породило некоторую путаницу: иногда ошибочно сопоставляют NGC 446 и PGC 4494 (а не PGC 4578, как должно быть). По всей видимости, дело в том, что PGC 4494 находился почти вдвое ближе к координатам, указанным Мартом, чем описываемая галактика, из-за чего и произошла ошибка.
Также, несмотря на то, что эта галактика изолирована и принадлежит к линзовидным, в ней наблюдается кольцо из молодых звёзд.
В галактике наблюдается повышенное ультрафиолетовое излучение, и потому её относят к галактикам Маркаряна.
Этот объект входит в число перечисленных в оригинальной редакции «Нового общего каталога».
Галактика NGC 446 входит в состав группы галактик NGC 455. Помимо NGC 446 в группу также входят NGC 455 и NGC 467.